# Khosrov II av Armenien
Khosrov II av Armenien, död 258, var regerande kung av Armenien mellan 252 och 258. 